# Церковь Святого Ансельма на Авентине
Церковь Святого Ансельма на Авентине или Сант-Ансельмо-аль-Авентино (итал. Sant’Anselmo all’Aventino)— церковь на Авентинском холме в Риме, посвящена святому Ансельму Кентерберийскому. Входит в состав бенедиктинского монастыря, который является Вadia Primaziale (итал. ) — резиденцией главы ордена бенедиктинцев. При монастыре действуют международный теологический Университет бенедиктинского ордена и колледж имени св. Ансельма. Церковь также известна своим монашеским хором, исполняющим во время воскресной службы григорианские песнопения.

## Архитектура
Трёхнефная базилика в неороманском стиле построена в 1893—1900 годах по проекту аббата-бельгийца Ильдебрандо де Эмтин, реализованному итальянским архитектором Франческо Веспиньяни, на участке местности, подаренном бенедиктинцам Мальтийским орденом.
Церковь снабжена ажурной кампанилой; перед входом в здание имеется маленький входной клуатр с фонтанчиком, а за левой её стеной расположен большой клуатр монастыря. Крыша — двускатная, с деревянными стропилами. Фасад в виде ложной галереи увенчан тремя арочными окнами с треугольным фронтоном над ними и облицован римским кирпичом. Интерьер разделён на три нефа круглыми арками, опирающимися на двенадцать ионических колонн из серого гранита. Две гранитные коринфские колонны поддерживают арку, обрамляющую главный алтарь из белого мрамора. Апсида и боковые алтари украшены в 1951—1952 годах мозаиками работы немецкого монаха Р. Коммандера: в центре — "Драгоценный крест со святыми Бенедиктом и Ансельмом, справа — «Распятие», слева — «Мадонна».
Крипта, или нижняя церковь, — очень большая, пятинефная, с двадцатью колоннами красного бавенского мрамора. С 1987 года в ней располагается библиотека учебных заведений им. святого Ансельма. Церковь построена на месте древне-римского домуса II-III веков нашей эры, известного как дом Люцилии Пактумеи, остатки мозаичных полов которого видны в подвале. Самая ценная мозаика из этого домуса с изображением мифа об Орфее хранится в монастыре.

## Титулярная диакония
Церковь Сант-Ансельмо-аль-Авентино является титулярной диаконией. Кардиналом-дьяконом с титулом церкви Сант-Ансельмо-аль-Авентино с 22 февраля 2014 года является итальянский кардинал Лоренцо Бальдиссери.